# Zygmunt Merzbach
Zygmunt Merzbach (ur. 1800 lub 1801 w Poznaniu, zm. 1852 w Warszawie) – polski tłumacz, księgarz i wydawca oraz niemieckojęzyczny poeta żydowskiego pochodzenia.
Urodził się w rodzinie żydowskiej, jako syn kupca poznańskiego Henryka Merzbacha i jego żony Balbiny (zm. 1849). Jego braćmi byli Ludwik Merzbach i Samuel Henryk Merzbach. Około 1816 przeprowadził się do Warszawy, gdzie rozpoczął pracę jako buchalter. W 1830 wraz z bratem Henrykiem założył księgarnię przy ulicy Miodowej. Z czasem przy księgarni powstała wypożyczalnia i czytelnia. W spółce Zygmunt zajmował się korektą i redakcją wydawanych książek. Z zysków z księgarni wspomagał poetów. W latach 1830–1852 wydawnictwo braci Merzbachów wydało około 600 książek. Za wydanie dzieła Michała Oczapowskiego Gospodarstwo wiejskie obejmujące w sobie wszystkie gałęzie przemysłu rolniczego teoretyczno-praktycznie wyłożone przez Michała Oczapowskiego Zygmunt Merzbach został w 1849 obdarowany przez cara Mikołaja I Romanowa brylantowym pierścieniem.
Merzbach zajmował się także tworzeniem poezji. Przetłumaczył na język niemiecki twórczość Samuela Twardowskiego, Adama Mickiewicza, Kazimierza Brodzińskiego i Juliana Ursyna Niemcewicza. Zarówno swe poezje jak i przekłady publikował w niemieckojęzycznej prasie warszawskiej, m.in. w Warschauer Abendblatt.
W okresie powstania listopadowego wspierał dążenia wolnościowe. Księgarnia Merzbachów stanowiła miejsce spotkań literatów i uczonych. Sprzedawał zakazane dzieła Słowackiego, wydał Poezje Mickiewicza. 
Był żonaty z Heleną Lesser (1812-1894), córką Lewiego Lessera, z którą miał czworo dzieci: Klarę (1835-1912), Henryka (1836-1903, poetę), Karolinę (1837-1896) i Rozalię (ur. 1841). Zmarł w Warszawie. Jest pochowany na cmentarzu żydowskim przy ulicy Okopowej w Warszawie (kwatera 1, rząd 28).